# Хакуй (город)
Хакуй (яп. 羽咋市 Хакуй-си) — город в Японии, находящийся в префектуре Исикава. Площадь города составляет 81,96 км², население — 22 050 человек (1 июля 2014), плотность населения — 269,03 чел./км².

## Географическое положение
Город расположен на острове Хонсю в префектуре Исикава региона Тюбу. С ним граничат город Хими и посёлки Сика, Наканото, Ходацусимидзу.

## Население
Население города составляет 22 050 человек (1 июля 2014), а плотность — 269,03 чел./км². Изменение численности населения с 1980 по 2005 годы:
| 1980 | 28 784 чел. |  |
| 1985 | 28 789 чел. |  |
| 1990 | 27 517 чел. |  |
| 1995 | 26 502 чел. |  |
| 2000 | 25 541 чел. |  |
| 2005 | 24 517 чел. |  |

## Символика
Деревом города считается Pinus thunbergii, цветком — Rhododendron indicum, птицей — лебедь.